# 사랑의 Melody
〈愛のMelody〉는 V6의 18번째의 싱글이다.

## 설명
- 초회한정반에는 스티커가 동봉되어 있다.

## 수록곡
1. 愛のMelody
  - 작사/작곡：오오야기 히로오, 편곡：무토 요시아키
  - V6 출연 버라이어티 프로그램 TBS계열 《학교에 가자!》 주제곡
2. Remember
  - 작사/작곡/편곡：TSUKASA
  - TBS계열 《학교에 가자!》삽입곡
3. Kick off! / Coming Century
  - 작사/작곡：쿠메 야스오, 편곡：쿠메 야스오·스즈키 마사야
4. 愛のMelody(カラオケ)
5. Remember(カラオケ)
6. Kick off!(カラオケ)